# Краснокутское лётное училище гражданской авиации
Краснокутское лётное училище гражданской авиации имени заслуженного пилота СССР И. Ф. Васина (ККЛУ ГА) — лётное училище, расположенное в городе Красный Кут Саратовской области.
Образовано на базе Качинского лётного училища, эвакуированного в Красный Кут в 1941 году. С 2009 года является филиалом Ульяновского высшего авиационного училища Гражданской Авиации.

## Общая информация
Училище готовит коммерческих пилотов гражданской авиации. Заявленный срок обучения — 2 года 10 месяцев по стандартной программе подготовки (из-за проблем с лётной практикой выпуск может быть затянут на год и более). По окончании выпускникам выдаются дипломы государственного образца о среднем профессиональном образовании по специальности — Лётная эксплуатация летательных аппаратов (ЛЭЛА). Это даёт право получить свидетельство коммерческого пилота ГА (CPL(A)). Обучение курсантов происходит как на платной, так и на бюджетной основе.
Первоначальная лётная подготовка проходит на самолётах:
- Cessna 172S
- Diamond DA-40NG

Выпускные самолёты:
- Turbolet L-410 UVP-E20
- Diamond DA-42NG (полеты на данном типе проводятся в г. Ульяновск на аэродромах Восточный и Баратаевка)

Учебно-тренировочные полёты проводятся на аэродроме Красный Кут и на посадочных площадках Комсомольское и Ямское. Местность в окрестностях Красного Кута удобна для учебных полетов (ровная степь, леса отсутствуют, не считая лесополос и редких кустарников).

## Авиапарк
На аэродроме Красный Кут базируются следующие типы самолётов:
- Cessna-172S NAV III;
- Diamond DA-40;
- L-410 UVP-E20;
- Ан-2 (не используется для учебных полетов курсантов).

## Авиационный учебный центр (АУЦ)
Училище имеет свидетельство авиационного учебного центра, и имеет право обучать авиационный персонал гражданской авиации. Так же предусмотрены дополнительные платные образовательные услуги, в соответствии с  перечнем.

## История училища
В канун Великой Отечественной войны страна имела мощную авиационную отрасль — Гражданский воздушный флот (ГВФ). ГВФ вышел на первое место в мире по протяжённости воздушных линий, перевозкам грузов, применению самолётов в отраслях народного хозяйства.
Предвидя возможную агрессию гитлеровской Германии на Советский Союз, партия и правительство предприняло срочные меры по укреплению обороноспособности страны. Одной из таких мер было укрепление военно-воздушного флота. Для этого в различных городах страны были созданы около ста учебных эскадрилий, и подготовку молодых пилотов на самолётах У-2 поручили Аэрофлоту, с последующим направлением их в ВВС и авиацию дальнего действия.
Среди эскадрилий была учебная эскадрилья ГВФ, которая впоследствии будет переименована в Краснокутское лётное училище ГА.
Свою биографию 16-я Отдельная учебная эскадрилья ГВФ начала в г. Первомайске Одесской области 16 декабря 1940 года.
Однако, в связи с началом Великой Отечественной войны она была эвакуирована в г. Сватово Харьковской области (Приказом Главного Управления ГВФ от 03.07.41.), а затем — в г. Павлодар Казахской республики, (Приказ ГУ ГВФ № 84 от 19.09.41.) где и начали готовить лётные кадры. Работали в очень тяжёлых условиях в течение всего периода Великой Отечественной войны. С увеличением роста и объёма подготовки на базе 16-й учебной эскадрильи в Сибирском городке 09.03.43. была организована (Приказом ГУ ГВФ № 034) Павлодарская школа пилотов ГВФ. В организованную школу пилотов были включены дополнительно лётно-технический состав из учебных эскадрилий Абакана, Барабинска, и Татарской республики. Павлодарская лётная школа состояла из 4-х указанных учебных эскадрилий и выросла в современное учебное лётное заведение Гражданского Воздушного Флота.
Павлодарская лётная школа ГВФ переучивала авиатехников, механиков, стрелков, радистов ВВС присылаемых с фронта, на лётчиков по ускоренной 40-часовой программе, на самолёте У-2. Школа испытывала большие трудности. Не хватало лётно-технического состава, недостаточно было самолётов, лётных полей. Размещена она была в малоприспособленных помещениях, землянках. В зимнее время из-за отсутствия аэродромов полёты осуществляли даже с замёрзшей акватории реки Иртыш. Несмотря на 30-40 градусные сибирские морозы, полёты проводились бесперебойно. Самолёты вылетали с рассвета и заканчивали работу с наступлением темноты. Фронту требовались лётные кадры, так как авиационная промышленность СССР к 1943-44 годам значительно увеличила выпуск самолётов.
Школа выпустила несколько тысяч пилотов, бесстрашных борцов за освобождение Родины, героически сражавшихся в годы Великой Отечественной войны с немецкими оккупантами. Учебный процесс по обучению техники пилотирования проводили на самолётах По-2 в училище по учебнику: Курс учебно-лётной подготовки (КУЛП) — техника пилотирования на самолёте По-2. Автор учебника — Абрамов М. Д.
Учебные заведения ГВФ обучили и переучили более 40 тысяч авиаторов, из которых более 20 тысяч были переданы в ВВС и авиацию дальнего действия (АДД). Командовал АДД бывший пилот ГВФ, впоследствии — Главный маршал авиации А. Е. Голованов.
В октябре 1945 года, после окончания Великой Отечественной войны, Павлодарская школа пилотов ГВФ перебазировалась в г. Бугуруслан Оренбургской области, сюда же перебазировалась 4-я Сыр-Дарьинская Авиационная эскадрилья и школа была переименована в училище гражданского воздушного флота (ГВФ). Бугурусланское училище ГВФ 17 ноября 1947 года (Приказ ГУ ГВФ № 168) перебазировалось в заволжский посёлок Красный Кут, на базу ранее располагавшегося здесь Качинского военного училища лётчиков, так как здесь были более благоприятные условия для учебных полётов (аэродромы, свободное воздушное пространство и т. д.).
В условиях послевоенных лет краснокутцы стали готовить пилотов для авиации народного хозяйства.
12 июня 1948 года училище было переименовано в Краснокутское лётное училище гражданской авиации (КЛУ ГА).
Непростое было время в начальный период организации КЛУ ГА. Базы для размещения училища не было. Оно было размещено в малоприспособленных бревенчатых помещениях (бараках) с печным отоплением, в которых было не очень тепло. Курсанты на занятиях сидели в шинелях, питались в ветхой столовой. В авиагородке не было ни одного кирпичного здания. На аэродроме был один домик, в котором находились все лётные службы и метеостанция. Инженерно-авиационная служба базировалась в землянках. Обслуживание самолётов проводилось без всякой механизации. Заправка самолётов По-2 топливом и маслом производилась ручным способом из ёмкостей. Базовые ремонтные организации Аэрофлота не могли своевременно капитально ремонтировать самолёты По-2, с этой целью училище организовало у себя мастерские (ЛЭРМ) по ремонту самолётов По-2 и двигателей М-11 и этим самым обеспечивали выполнение учебно-летного плана.
Из года в год училище росло, расширялась его материальная база, страна нуждалась в лётных кадрах, в связи с этим увеличивался объём работ, увеличилось и количество самолётов. На смену самолётам По-2 поступили в эксплуатацию самолёты Ли-2, Ан-2, Як-18А.
Радиооборудование этих самолётов обеспечивало безопасность полётов, контроль и руководство полётами с земли. Радиофицированные самолёты требовали совершенно новых методов обучения и средств технического обслуживания самолётов и командование училища делало всё возможное, чтобы оснастить аэродромы, командные пункты необходимым оборудованием.
В эти годы лётное училище возглавляли начальники училища:
— Дубенский А. С. (1940—1943 годы);
— подполковник Каноненко Ф. Н. (1943—1947 годы);
— полковник Миронов Н. И. (1947—1948 годы).
Под руководством Миронова Н. И. училище было перебазировано из г. Бугуруслан в г. Красный Кут, а само развитие Краснокутского лётного училища началось с вводом в эксплуатацию самолёта По-2 в 1947 году.
В 1948—1951 годы училище возглавлял Погорелов И. С.
С 1951 по 1962 год училище работало под руководством полковника Хрипко П. Д. выпускника Качинской лётной школы.
В этот период училище перешло к эксплуатации новой техники. На смену самолёту По-2 в 1955 году в училище поступили 6 самолётов Ан-2. Происходит коренная реконструкция материально-технической и учебной базы училища.
В 1957 году вводится в эксплуатацию дополнительно самолёт Ли-2 и учебные полёты уже выполняются на трёх типах воздушных судов: Ан-2, По-2, Ли-2. В этом же году был произведён первый выпуск молодых пилотов на самолёте Ан-2, кроме этого производился приём и выпуск спец.набора по переучиванию пилотов ВВС на пилотов ГА, по сокращённой программе и длительности обучения.
В 1958 году вводится в эксплуатацию самолёт Як-18А.
Училище готовило штурманов в 1952—1954 годах на самолётах По-2 и в 1955—1958 годах на самолётах Ан-2. База подготовки пилотов и штурманов расширялась и уже к началу 1960 года училище включало в себя несколько отрядов.
В 1960 году 1 ЛО вместе с самолётами Ли-2 были перебазированы в г. Кировоград, где и стали основой вновь созданной школы высшей лётной подготовки (КШВЛП).
Решались вопросы социальной сферы — началось строительство домов с благоустроенными квартирами.
Лично Хрипко П. Д. проведена большая работа по подбору и расстановке кадров, позволившая в дальнейшем внести большой вклад на успешное развитие и слаженную работу лётного училища.
В 1962—1976 годах во главе лётного училища находился Диденко И. Ф. выпускник Краснокутского лётного училища ГА 1949 года, один из первых пилотов 1 класса и специалистов с высшим образованием в училище. Награждён правительственными наградами: «Орденом трудового Красного Знамени», медалью «За Победу над Германией», медалью «20 лет Советской Армии»; Заслуженный пилот СССР.
В этот период продолжалось обновление самолётного парка и наращивание потенциала учебного заведения — училище расширилось до шести лётных отрядов.
Происходит качественный рост уровня профессиональной подготовки лётного состава, инженерно-авиационной службы, работников отделов и служб, постоянно пополнявшихся специалистами с высшим образованием. Приоритетным направлением в работе становится качество подготовки выпускников.
Энергичный, грамотный руководитель, настоящий лидер в коллективе И. Ф. Диденко оставил глубокий след в славной истории лётного училища.
В 1976 году Диденко И. Ф. был переведён в центральный аппарат МГА где работал на должностях зам.начальника УУЗ МГА и председателя ВКК ГА.
В 1971 г. снимается с эксплуатации самолёт Як-18А и в училище остаётся только самолёт Ан-2.
С 1976 года училище возглавлял Ивко В. Г. (выпускник Краснокутского лётного училища ГА 1953 года, ВАУ — 1967 года, награждён Орденами: «Знак Почета», «Дружбы народов»; Заслуженный работник транспорта СССР, Отличник Аэрофлота, пилот 1 класса).
Этот период совпал с бурным ростом объёмов перевозок пассажиров и грузов в ГА, а следовательно, и ростом потребности отрасли в авиационных специалистах и лётного состава в частности.
Наряду с ростом объёмов учебно-лётной работы и необходимостью обеспечения должного качества подготовки специалистов, особо приоритетными становятся проблемы обеспечения безопасности полётов.
Эти годы в жизни училища отмечены бурным ростом жилищного строительства. В торжественной обстановке были снесены последние бараки, оставшиеся от Качинской школы пилотов.
В 1978 году введён в эксплуатацию самолёт первоначального обучения Як-18Т (35 серии).
В 1980 году Краснокутское лётное училище было награждено переходящим Красным Знаменем как победитель соревнования между учебными заведениями гражданской авиации.
Высокое чувство личной ответственности Ивко В. Г. , требовательность к подчинённым позволили обеспечить успешную работу учебного заведения с 1976 по 1987 годы.
В 1987 году начальником училища назначен Сулимин B.C.(Пилот 1 класса. Заслуженный пилот России), который руководил училищем до 2005 года. В 1988 году снимается с эксплуатации самолёт Як-18Т и в училище остаётся только один тип ВС то есть самолёт Ан-2, который эксплуатируется по настоящее время.
Наиболее весомый вклад в развитие учебного заведения также внесли:
Заместители начальника училища по лётной подготовке: Абрамов М. Д., Иванов А. В., Кожа И. И., Князьков В. А., Косарев Ю. С., Миллер Л. Р., Мышкин Н. В.
Главный штурман училища — Орлянский В. Г.
Главный инженер училища — Григорьев С. Я., Фокеев В.А. ,
Заместитель начальника по наземным службам — Горковенко Э. Э.
Начальники штаба училища: Каскевич А. А., Ефимов Н. Н., Воронин Ю. Л.
Политработники: Рыбаков А. И., Тульский Г. А., Зыкин А. С.
Командиры лётных отрядов: Иванов Г. И., Воробьев В. М., Синченко И. И., Дорошек М. Ф., Юнкин А. В., Быкадоров В. И., Карпиевич Л. Ф., Шеломанов И. П., Миллер Л. Р., Еременко С. М., Деревякин И. Н., Зевахин В. П. Тиньгаев В. А. Абубикиров А. П. Фокеев И. В.
Начальник базы ЭРТОС — Войтенко С. И., Чижов М. К.
Старшие инженеры отрядов: Коваленко П.С, Корнейчук Я. С., Шибковский И. Г.,Балакирев СИ., Антонов В. А., Самородов А. И., Виноградов В. И.
3а время своего существования училищем подготовлено для гражданской авиации более 27 тысяч пилотов и более 300 штурманов, в том числе: Героев Советского Союза — 3; Герой России — 1; Героев Социалистического труда — 8, Заслуженных пилотов — 96, Заслуженных штурманов — 4; Заслуженных работников транспорта — 4, Заслуженных работников образования — 2.
Есть среди выпускников училища Герои Советского Союза и России, которыми училище гордится и на примере их мужества, героизма и доблестного труда воспитывает молодых специалистов для гражданской авиации в настоящее время:
Курлин Юрий Владимирович (1929). Герой Советского Союза (1966). Заслуженный лётчик-испытатель СССР (1972). Окончил индустриальный техникум в Ростове-на-Дону (1949), Краснокутское лётное училище ГВФ (1952), Киевский институт инженеров ГВФ (1956), школу лётчиков-испытателей (1958). С 1958 г. на испытательной работе в ОКБ O.K. Антонова. Участвовал в доводке опытных самолётов, проводил исследовательские полёты на специальных и критических режимах. Провёл заводские испытания самолёта Ан-22 («Антей»). Летал на самолётах 65 типов. Награждён орденом Ленина, двумя орденами «Знак Почета», медалями.
Тюрюмин Александр Михайлович (р. 1928). Герой Советского Союза (1976). Заслуженный лётчик-испытатель СССР. Окончил Краснокутское лётное училище ГВФ (1948), школу лётчиков-испытателей Министерства авиационной промышленности (1962). В гражданской авиации 35 лет. Работал пилотом в Кустанае, командиром корабля в Московской авиагруппе международных воздушных сообщений ГВФ. Участник эксплуатационных испытаний самолёта Ил-18. Работал лётчиком-испытателем в ГосНИИ ГА, более 20 лет испытывал самолёты: Ил-18, Ил-62, Ил-76, Ил-86 в ОКБ СВ. Ильюшина. Внёс заметный вклад в подготовку лётных экипажей Московского аэроузла на новой реактивной технике. Награждён орденами Ленина, Красного Знамени, Красной Звезды. «Знак Почета», многими медалями.
Янченко Вячеслав Михайлович (р. 1938). Герой Советского Союза (1973). Окончил Уфимский геологоразведочный техникум, Краснокутское лётное училище ГА (1961), высшее авиационное училище ГА (1969). В гражданской авиации с 1961 г. Работал авиатехником линейно-эксплуатационных ремонтных мастерских, летал на самолёте Ли-2 в Архангельске. С 1965 г. в лётных подразделениях Ленинградского ОАО. Командир воздушных судов Ил-14, Ту-104, Ту-154, пилот-инструктор, старший пилот-инспектор Ленинградского УГА. Освоил семь типов самолётов. Налетал 19 тыс. часов. Ввёл в строй десятки командиров воздушных судов. За мужество и отвагу, проявленные при выполнении служебного долга 23 апреля 1973 г. — предотвращение угона и посадку повреждённого взрывом террориста самолёта Ту-104 с 63 пассажирами на борту, — ему присвоено звание Героя Советского Союза с вручением медали «Золотая Звезда» и ордена Ленина.
Шарпатов Владимир Ильич (р. 1940). Герой Российской Федерации. Командир воздушного судна Ил-76 авиакомпании «Тюменские авиалинии». Окончил Краснокутское лётное училище (1965), Академию ГА (1975). В гражданской авиации более 40 лет, и все годы проработал в Тюменском УГА. Освоил самолёты Ан-2, Ан-24, Ан-26, Ил-76. Работал в различных командных должностях от заместителя командира авиаэскадрильи до ведущего пилота-инспектора ЛШО. Лично подготовил более 20 командиров воздушных судов. Одним из первых в СССР в 1977 г. освоил самолёт Ил-76, за что ему был присвоен 1-й класс пилота гражданской авиации. С 1991 г. выполняет международные полёты на самолёте Ил-76. Летал в 65 стран мира. Его налёт 16 тысяч часов. Лауреат премии советских профсоюзов им. Героя Советского Союза П. Е. Еромасова. 22 августа 1996 г. за героизм, стойкость и мужество, проявленные при освобождении экипажа и воздушного судна, вынужденно находившихся на территории Афганистана, награждён медалью «Золотая звезда» с присвоением звания «Герой Российской Федерации».

## Известные выпускники[3]
- Шарпатов, Владимир Ильич — Герой России[4].
- Янченко, Вячеслав Михайлович
- Тюрюмин, Александр Михайлович
- Курлин, Юрий Владимирович
- Шурло, Дмитрий Иванович
- Приймак, Виктор Васильевич
- Дмитриев, Николай Иванович
- Григорьев, Анатолий Владимирович
- Гирин, Иван Яковлевич
- Вязанкин, Валентин Георгиевич
- Бахшинян, Эдик Мисанович
- Андреев, Вячеслав Митрофанович
- Заслуженный пилот России Астрашабов Василий Борисович
- Заслуженный пилот России Васильев Владимир Викторович
- Заслуженный пилот СССР Диденко Иван Федорович
- Заслуженный пилот России Лукьянов Сергей Васильевич
- Заслуженный пилот России Саженин Виктор Михайлович
- Заслуженный пилот России Сулимин Владимир Сергеевич
- Заслуженный пилот России Титов Станислав Михайлович
- Заслуженный штурман России Старчиков Сергей Александрович
- Заслуженный пилот СССР Федотов, Михаил Кириллович